# Luis Fábrega Santamarina
Luis Fábrega Santamarina (Orense, 1906 - Orense, 3 de noviembre de 1968) fue un farmacéutico y político republicano español. 

## Biografía
Hijo de Luis Fábrega Coello, se licenció en Farmacia en la Universidad de Santiago de Compostela en 1926. 
Desde 1932, Fábrega fue líder de Vanguardia Republicana Federal, ala juvenil del Partido Republicano Radical, partido por el que fue elegido diputado por la provincia de Orense en las elecciones generales de 1933. Seguidor de Diego Martínez Barrio, se pasó con él al Partido Radical Demócrata y luego a Unión Republicana. 
Durante la guerra civil española estuvo preso en los campos de concentración de Rianjo y La Santa Espina (Valladolid) hasta 1938. En 1941 se abrió contra él un expediente de responsabilidades políticas. Regresó a Orense y presidió el colegio de farmacéuticos entre 1952 y 1960. Falleció en la misma ciudad el 3 de noviembre de 1968.